# لوريتا آن روجرز
لوريتا آن روجرز (بالإنجليزية: Loretta Anne Rogers)‏ (لقبها قبل الزواج: روبنسون) هي مليارديرة كندية وناشطة في أعمال الخير وأرملة ووريثة تيد روجر الرئيس التنفيذي لشركة روجرز للاتصالات.

## حياتها المُبكرة
وُلِدت روجرز في 13 أبريل 1939 ابنة البارونة السيدة لوريتا آن روبنسون، الابنة الوحيدة لرولاند روبنسون، البارون الأول لمارونمير (1907-1989) والسيدة ميسي غاسكي المُتوفية في عام 1989). كان والدها سياسي في حزب المحافظين البريطاني وحاكم برمودا من عام 1964 إلى عام 1972.

## تعليمها
حصلت روجرز على درجة البكالوريوس من جامعة ميامي.
حصلت روجرز على الدكتوراه الفخرية في القانون من جامعة ويسترن أونتاريو ومن جامعة رايرسون.

## حياتها الشخصية
تزوّجت رودرز من تيد روجرز في 25 سبتمبر 1963، وأنجبا أربعة أطفال: ليزا وإدوارد وميليندا ومارثا.

## روجرز للاتصالات
عملت روجرز كمديرة غير مستقلة لشركة روجرز كوميونيكيشنز منذ ديسمبر 1979، ومديرة لشركة روجرز ميديا، وشركة روجرز للاتصالات السلكية واللاسلكية، وشركة روجرز كيبل، وشركة روجرز وايرلس للاتصالات.
يشغل نجل روجرز الوحيد إدوارد روجرز الثالث، منصب نائب رئيس شركة روجرز للاتصالات. تشغل روجرز منصب رئيس صندوق روجرز كونترول، الذي يتحكم في غالبية أسهم التصويت لشركة روجرز للاتصالات.
أسست ابنتها ميليندا روجرز هيكسون شركة روجرز فينتشر بارتنرز، وهي ذراع الاستثمار التكنولوجي الذي يقع مقره في سان فرانسيسكو، وتشغل ميليندا منصب نائب رئيس قسم روجرز كونترت تراست في روجرز للاتصالات.
قدرت مجلة فوربس في فبراير عام 2016 أن صافي قيمة ثروة روجرز بلغ 5.5 مليار دولار.

## عملها الخيري
أنشأت لوريتا روجرز مع زوجها الراحل تيد روجرز قسمًا لعلاج اضطرابات الأكل في مستشفى تورونتو العام والمستشفى الغربي، وهي جزء من شبكة الصحة الجامعية حيث عملت في مجلس المؤسسة منذ عام 2005، وفي عام 2009 ، تم تأسيس مركز تيد روجرز وفاميلي تشير لعلاج أمراض القلب، بالإضافة إلى مركز روجرز لوظائف القلب في عام 2012.